# Ainda É Só o Começo
Ainda É Só o Começo é o segundo álbum de estúdio do rapper brasileiro Gabriel o Pensador, lançado em 1995.
Assim como o álbum anterior, "Ainda é Só o Começo" também fala sobre as mazelas do país, em letras como "Pão de Cada Dia", "Estudo Errado" (sobre a educação) e "Mentiras do Brasil" (onde Gabriel "desmente" ditos populares do Brasil, como "Deus é brasileiro", "O Brasil é o país do futuro", entre outros).
O rapper Tiago Mocotó, além de participar ativamente do disco, canta junto com Gabriel na canção "Tô Contigo e Não Abro", que versa sobre a amizade. O também rapper Jorge Tito participa em mais duas canções: "FDP³" (onde ambos versam sobre a manipulação da fé cristã, a violência e corrupção policial, a corrupção política e a violência doméstica) e "Faça o Diabo Feliz".
Também há espaço para letras mais alegres, como "Rabo de Saia" (em que Gabriel fala sobre o machismo) e "Como Um Vício" (em dueto com o DJ Leandro, que fala sobre a importância do hip hop em suas vidas).

## Faixas
| N.º            | Título                                        | Duração |  |
| 1.             | "Só o Começo"                                 | 0:33    |  |
| 2.             | "Pão de Cada Dia"                             | 6:59    |  |
| 3.             | "Filho da Pátria Iludido"                     | 5:09    |  |
| 4.             | "Tô Contigo e Não Abro (part. Thiago Mocotó)" | 5:40    |  |
| 5.             | "Blitz 1"                                     | 0:54    |  |
| 6.             | "Estudo Errado"                               | 5:13    |  |
| 7.             | "FDP³ (part. Tito)"                           | 6:09    |  |
| 8.             | "Dentro de Você"                              | 5:38    |  |
| 9.             | "Mentiras do Brasil"                          | 5:00    |  |
| 10.            | "Blitz 2"                                     | 0:23    |  |
| 11.            | "Rabo de Saia"                                | 6:56    |  |
| 12.            | "Como um Vício (part. DJ Leandro Neurose)"    | 6:24    |  |
| 13.            | "Faça o Diabo Feliz"                          | 4:09    |  |
| Duração total: | Duração total:                                | 59:07   |  |